# Albignasego
Albignasego (Bignàsego in veneto) è un comune italiano di 27 454 abitanti della provincia di Padova in Veneto. È parte integrante dell'area metropolitana della città di Padova e risulta essere il secondo comune della provincia per popolazione, dopo il capoluogo.

## Geografia fisica
Albignasego è situato nella pianura padano-veneta a sud di Padova e a pochi chilometri dai colli Euganei.

## Origini del nome
Il toponimo Albignasego deriva dal nome latino di persona Albinius, che molto probabilmente fu il nome di un proprietario terriero di queste terre, ed all'accostamento ad esso del suffisso -aticus che indica appartenenza, perciò il nome della cittadina significherebbe "appartenenza di Albinio".

## Storia

### Dalla Preistoria all'epoca romana
Il territorio comunale risulta essere stato abitato fin dall'epoca preistorica. Reperti dell'Età del bronzo sono stati rinvenuti agli inizi del XX secolo in località Mandriola ed attualmente sono conservati al Museo civico di Padova.
La presenza dei corsi d'acqua insieme alla fertilità del territorio garantirono fino all'epoca romana una continuità abitativa nel territorio albignaseghese.
Con l'arrivo delle legioni romane in Veneto la zona fu interessata dalla centuriazione e bonificata per permettere un migliore sfruttamento del suolo.
Tra il 49 a.C. e il 45 a.C. il territorio del comune entrò nella sfera amministrativa del municipio romano di Patavium (attuale Padova).

### Il Medioevo
Il primo documento noto in cui si cita Albignasego è un diploma dell'imperatore Berengario I con il quale veniva ribadito il diritto di assegnazione delle decime di Villa Albignasega ai Canonici della Cattedrale di Padova.
Lo stesso toponimo appare in altri documenti dello stesso genere, mentre se ne ritrova uno diverso in una "stima" papale del 1297, dove viene citata la parrocchia cittadina come San Tommaso de Bignasico.

### Gli Obizzi
Dal XV secolo Albignasego lega la sua storia alla famiglia degli Obizzi, casato originario di Lucca con discendenze in diverse città del centro-nord Italia, tra le quali anche Padova.

### Simboli
Lo stemma e il gonfalone di Albignasego sono stati concessi con regio decreto del 7 gennaio 1938.
Il campo verde fa riferimento alla diffusa agricoltura e ai vasti boschi presenti all'epoca della concessione dello stemma. Il bue rappresenta gli antichi allevamenti di bovini ed è inoltre simbolo dell'eroismo e della forza d'animo dimostrata dalla comunità albignaseghese.
Il gonfalone è un drappo di verde riccamente ornato di ricami d'oro.

## Monumenti e luoghi d'interesse

### Villa San Bonifacio (detta "Villa Mandriola")
Il complesso architettonico, detto anche della Mandriola, posto nei pressi del terzo chilometro della Strada statale 16 Adriatica, fu costruito della famiglia veronese dei Conti di San Bonifacio nel XVI secolo. La villa fu fatta costruire nella zona attualmente conosciuta come Mandriola, ma detta in epoche storiche anche San Bonifacio, dalla nobile famiglia veronese dei San Bonifacio, visto che la Famiglia dei Conti di San Bonifacio si divide allora in due rami, di cui l'uno rimane a Padova e l'altro torna a stabilirsi in Verona.
La facciata principale della villa risulta in parte mutila dell'originale frontone perso in seguito a una tromba d'aria che si è abbattuta negli anni settanta del secolo scorso sulla zona.
Inalterato, invece, risulta il monumentale Salone delle Feste o Sala da Ballo della Villa che occupa l'altezza dei due piani dell'edificio. Ha le pareti decorate da affreschi raffiguranti le fatiche di Ercole e il soffitto è decorato da un grande affresco di scuola "tiepolesca ", dai colori leggeri che raffigura Apollo e le Muse ed è attribuito a Gian Battista Canal.
Di notevole interesse è la balaustra lignea che delimita il ballatoio che corre lungo tutto il perimetro della sala.
Rilevante l'annesso Parco romantico di circa cinque ettari, che circonda la villa, abbellito da viali intervallati da grandi statue settecentesche rappresentanti personaggi mitologici che conducono attraverso il grande bosco composto da una vasta quantità e varietà di piante secolari e monumentali altre che al laghetto.
Adiacente alla villa è presente un edificio risalente al XVI-XVII secolo, restaurato nel Settecento per le nozze di Ercole San Bonifacio con Teresa degli Obizzi.
Infine, va citato l'annesso oratorio dedicato a San Jacopo (risalente al Seicento), che presenta un campanile a cuspide di tipo romanico a pigna. Questo oratorio aveva nome di Abbazia e fu la prima chiesa della comunità di "Mandriola".
Dentro la villa furono girate alcune scene del film L'ingenua di Gianfranco Baldanello con Ilona Staller (1975).

### Piazza del donatore
La piazza si trova nel centro del paese e accanto a Villa Obizzi. Inizialmente adibita a parcheggio, è stata riqualificata nel 2020.

### Villa Obizzi
La Villa Obizzi risale al XVII secolo, ed è accostata alla figura di Pio Enea II Obizzi. Essa sorge nel centro del paese ed è circondata da un giardino, il quale ora è diventato il "Parco della Rimembranza". La villa è adibita a sede di uffici comunali e alla biblioteca della cittadina. Numerosi i restauri, l'ultimo dei quali ha riportato la villa al suo antico splendore nel 2007.

### Villa Salom
La villa, il cui nome completo è Villa Lion Salom Bragadin si trova nella frazione di Lion (unico centro storico presente nella città) ed è attorniata da un grazioso parco con un piccolo laghetto.
Essa fu costruita sul finire del XVI secolo su mandato della famiglia veneziana dei Bragadin. Nei secoli successivi subì diverse ristrutturazioni da parte dei successivi proprietari, gli Obizzi ed i Salom: questi ultimi fecero costruire nel parco un piccolo castello in stile "romantico-decadente".

La maggior parte della villa è posseduta dalla famiglia Michieli e ospita un celebre ristorante-prosciutteria, mentre la zona del castelletto e delle cantine è posseduta dalla famiglia Gulisano.

## Società

### Evoluzione demografica
Abitanti censiti

### Etnie e minoranze straniere
Al 31 dicembre 2022 la popolazione straniera era di 1 599 abitanti, pari al 7,26% della popolazione.

## Cultura

### Media

#### Stampa
Sono due i quotidiani storici che si occupano attualmente della cronaca locale della città: il Gazzettino e il Mattino di Padova. Dal 2020 viene distribuito gratuitamente a tutte le famiglie l'edizione locale del mensile Il Giornale Di nel supplemento denominato "Il Giornale di Albignasego".

## Geografia antropica

### Quartieri

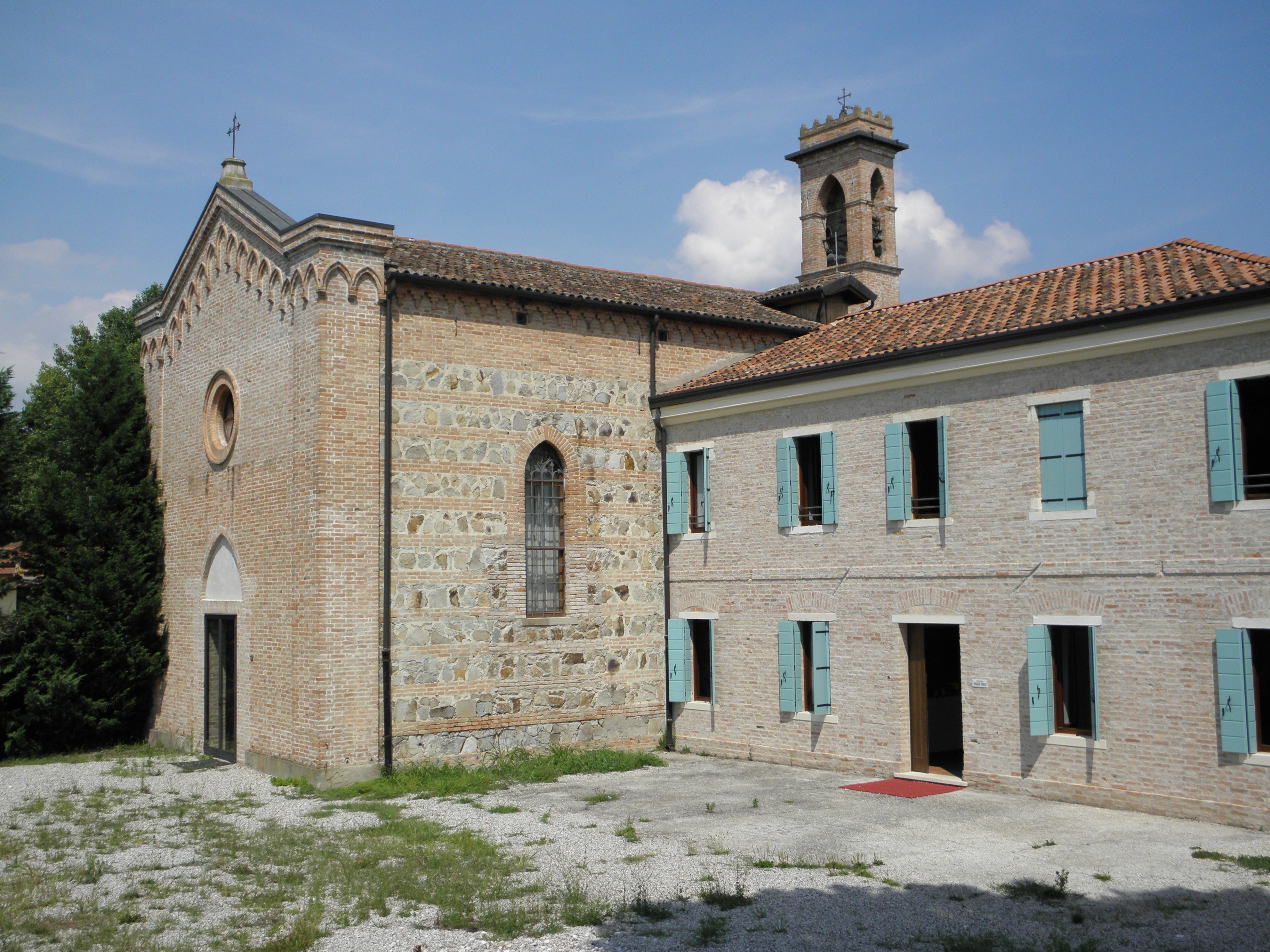
La vecchia chiesa parrocchiale di San Giovanni apostolo nella frazione di Mandriola.

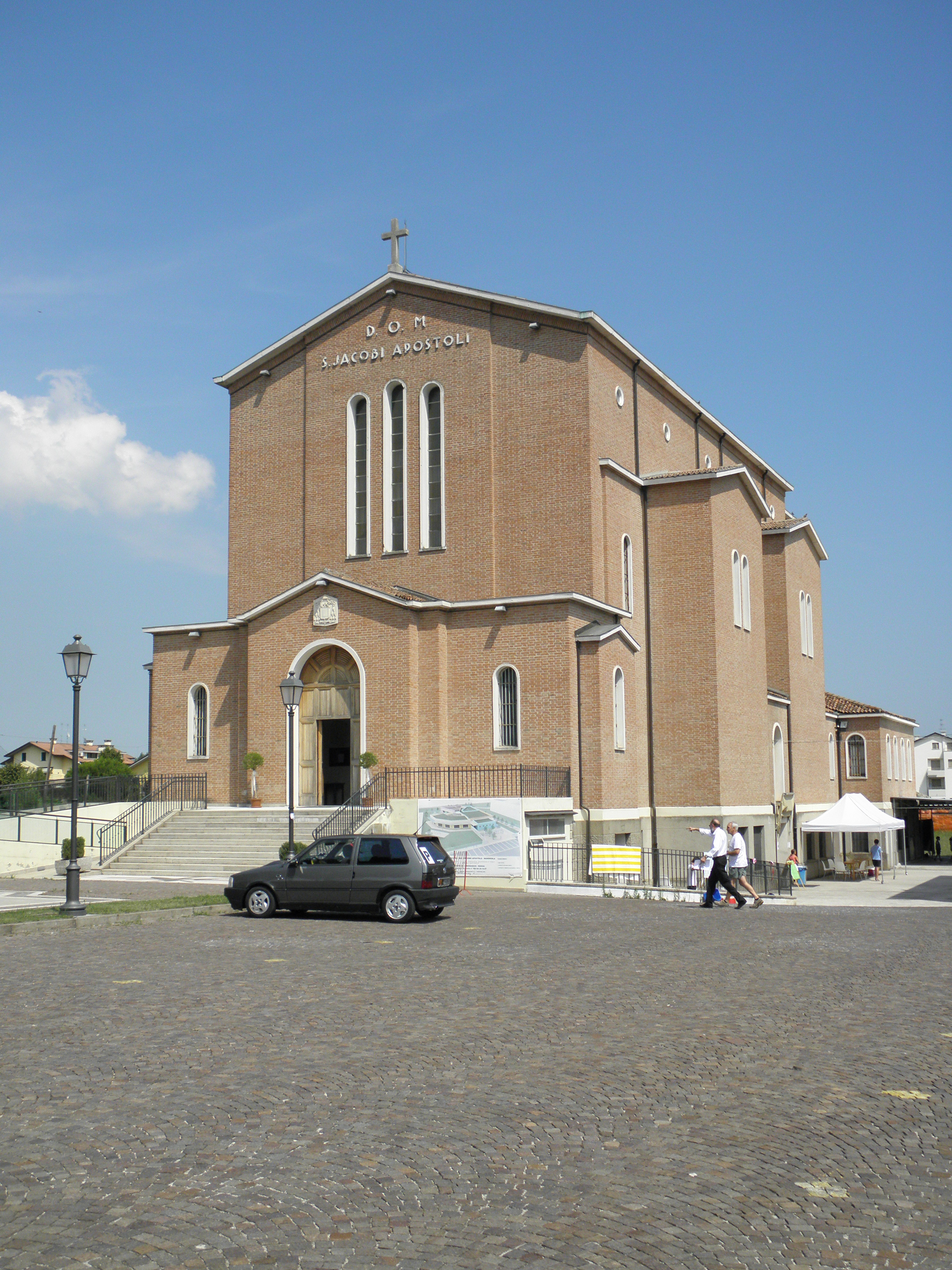
L'attuale parrocchiale di Mandriola, edificata nel 1952

Albignasego conta sette ambiti territoriali omogenei (ATO) all'interno del suo territorio comunale:
- S. Tommaso - S. Lorenzo - Ferri (7,09 km², 11.700 ab.)
- Sant'Agostino (dal nome della parrocchia, Sant'Agostino, 1,48 km², 4.250 ab.)
- Mandriola (1,82 km², 2.050 ab.)
- San Giacomo (3,41 km², 2.350 ab.) - Geograficamente situata a sud-est, è la frazione più giovane del Comune, diventando autonoma a livello di Parrocchia dalla frazione di Lion solo nel 1960. L'edificio più importante è la Chiesa di San Giacomo (1970), che sostituì quella originale risalente al Trecento in cui rimangono ancora alcune tracce dell'antica costruzione.
- Lion (2,21 km²,1.450 ab.)
- Carpanedo (2,28 km², 2.000 ab.)
- Zona produttiva (2,75 km², 350 ab.)

Va aggiunto, inoltre, che l'ATO "S. Tommaso - S. Lorenzo - Ferri" è suddiviso nei tre quartieri di San Lorenzo, San Tommaso e Ferri (Santa Maria Annunziata), corrispondenti alle tre parrocchie qui esistenti.

## Infrastrutture e trasporti
Attraversata in senso longitudinale nord-sud dalla Strada provinciale 92 "via Guizza", Albignasego è collegata con Padova mediante autoservizi svolti da APS Holding e Busitalia-Sita Nord.
Fra il 1888 e il 1954 nella cittadina fu presente inoltre una stazione della tranvia Padova-Bagnoli di Sopra, gestita dalla Società delle Guidovie Centrali Venete (gruppo Società Veneta), parte di un gruppo di infrastrutture che contribuirono in tale periodo al rilancio economico della provincia di Padova.

## Amministrazione
L'Amministrazione comunale di Albignasego, con quelle di Casalserugo e Maserà di Padova, fa parte dell'Unione Pratiarcati, una  Unione dei comuni della provincia di Padova.

### Sindaci dal 1946
| Nominativo                                           | Nominativo                                        | Partito / Coalizione                              | Periodo                                           | Elezione                                          |
| Sindaci eletti dal Consiglio comunale (1946-1994)    | Sindaci eletti dal Consiglio comunale (1946-1994) | Sindaci eletti dal Consiglio comunale (1946-1994) | Sindaci eletti dal Consiglio comunale (1946-1994) | Sindaci eletti dal Consiglio comunale (1946-1994) |
| ---------------------------------------------------- | ------------------------------------------------- | ------------------------------------------------- | ------------------------------------------------- | ------------------------------------------------- |
|                                                      | Giovanni Visentin                                 | Democrazia Cristiana                              | 1946-1947                                         | 1946                                              |
|                                                      | Celestino Zambelli                                | Democrazia Cristiana                              | 1947-1949                                         | (1946)                                            |
|                                                      | Romeo Valentini                                   | Democrazia Cristiana                              | 1949-1950                                         | (1946)                                            |
|                                                      | Aldo Gallinaro                                    | Democrazia Cristiana                              | 1950-1956                                         | (1946)                                            |
| 1951                                                 | Aldo Gallinaro                                    | Democrazia Cristiana                              | 1950-1956                                         |                                                   |
|                                                      | Giuseppe Calore                                   | Democrazia Cristiana                              | 1956-1963                                         | 1956                                              |
| 1960                                                 | Giuseppe Calore                                   | Democrazia Cristiana                              | 1956-1963                                         |                                                   |
|                                                      | Francesco Draghi                                  | Democrazia Cristiana                              | 1963-1970                                         | (1960)                                            |
| 1964                                                 | Francesco Draghi                                  | Democrazia Cristiana                              | 1963-1970                                         |                                                   |
|                                                      | Angelo Garon                                      | Democrazia Cristiana                              | 1970-1975                                         | 1970                                              |
|                                                      | Luciano Moro                                      | Democrazia Cristiana                              | 1975-1980                                         | 1975                                              |
|                                                      | Renzo Bettella                                    | Democrazia Cristiana                              | 1980-1982                                         | 1980                                              |
|                                                      | Renato Valente                                    | Democrazia Cristiana                              | 1982                                              | (1980)                                            |
|                                                      | Giovanni Tamburin                                 | Democrazia Cristiana                              | 1982-1990                                         | (1980)                                            |
| 1985                                                 | Giovanni Tamburin                                 | Democrazia Cristiana                              | 1982-1990                                         |                                                   |
|                                                      | Renzo Bettella                                    | Democrazia Cristiana                              | 1990-1992                                         | 1990                                              |
|                                                      | Giuseppe Zamarin                                  | Democrazia Cristiana                              | 1992-1993                                         | (1990)                                            |
|                                                      | Flora Grifalconi                                  | Partito Socialista Italiano                       | 1993-1994                                         | (1990)                                            |
|                                                      | Pietro Pecorari (Commiss. prefettizio)            | -                                                 | 1994                                              | -                                                 |
| Sindaci eletti direttamente dai cittadini (dal 1994) |                                                   |                                                   |                                                   |                                                   |
|                                                      | Vittorio De Filippi                               | Centro-sinistra                                   | 1994-1998                                         | 1994                                              |
|                                                      | Lanfranco Casale                                  | Centro-destra                                     | 1998-2008                                         | 1998                                              |
| 2003                                                 | Lanfranco Casale                                  | Centro-destra                                     | 1998-2008                                         |                                                   |
|                                                      | Massimiliano Barison                              | Centro-destra                                     | 2008-2015                                         | 2008                                              |
| 2013                                                 | Massimiliano Barison                              | Centro-destra                                     | 2008-2015                                         |                                                   |
|                                                      | Filippo Giacinti (Vicesindaco f.f.)               | Centro-destra                                     | 2015-2016                                         | (2013)                                            |
|                                                      | Filippo Giacinti                                  | Centro-destra                                     | 2016-in carica                                    | 2016                                              |
| 2021                                                 | Filippo Giacinti                                  | Centro-destra                                     | 2016-in carica                                    |                                                   |

### Gemellaggi
- Galanta, dal 2007

## Sport

### Calcio
La principale squadra di calcio della città è l'Albignasego Calcio, nella stagione 2017-2018 milita in Promozione. Fondata nel 1959 nella sua storia conta due campionati di Serie D nelle stagioni 2008-2009 e 2009-2010. Nell'estate 2010 la società si fonde con il San Paolo Padova e scompare. Viene così costituita una nuova società grazie anche alla sezione calcio del CUS Padova. Nasce così sempre nel 2010 l'Universitaria Albignasego che successivamente cambierà nome in Albignasego Calcio.
Attualmente milita nel campionato di Eccellenza.